# Antonio Bonazza
Pour les articles homonymes, voir Bonazza.
Antonio Bonazza (Padoue, v. 1698 - 1762) est un sculpteur italien rococo de la famille de sculpteurs Bonazza.

## Biographie
Antonio est le fils de Giovanni Bonazza, un sculpteur émérite établi à Padoue  entre 1695 et 1730.
Il est d'abord influencé par Orazio Marinali de Vicence et est connu pour ses sculptures de genre sorties de la pierre locale, comme ses caractères théâtraux  naturalistes de la Villa Ludovico Widmann à Bagnoli près de Padoue.
Ses sujets ont influencé les figures de porcelaine de F. A. Bustelli produites à la fabrique Nymphenburg de Munich en Bavière.

## Œuvres

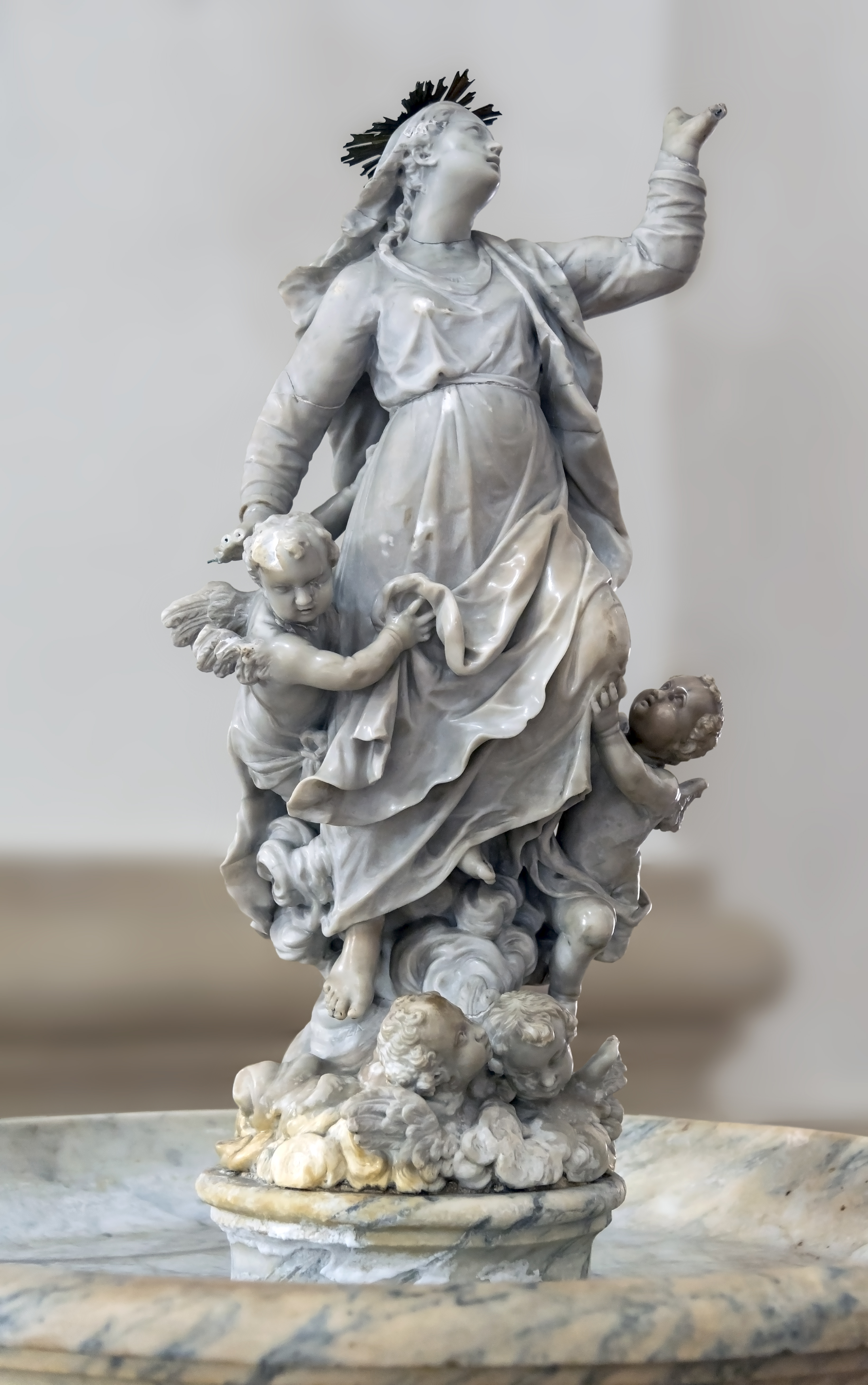
L'Assomption Dôme de Padoue

- Le Baptême du Christ, dôme de Padoue
- L'Assomption, dôme de Padoue
- Matthieu avec l'ange et probablement aussi Marc et le lion, Oratorio di S. Margherita di Antiochia de Padoue
- Humilité et Virginité, statues de niche, église S. Canziano, Padoue
- San Bartolommeo, S. Andrea et angeli, statues de la corniche de l'autel, église Santa Lucia, Padoue

- Figure avec une guitare, Courtauld Institute of Art, Londres
- Statues dans différents parcs de villas comme la villa La Pietra
- Indovina Bagnoli di Sopra, et statues en pierre noire Villa Widmann Borletti

- Indovina Bagnoli di Sopra, et statues en pierre noire Villa Widmann Borletti

- La Déesse des fleurs Flora, et le vent chaud de l'ouest Zephyr.  Jardin supérieur de Peterhof.

## Sources
- (en) Cet article est partiellement ou en totalité issu de l’article de Wikipédia en anglais intitulé « Antonio Bonazza » (voir la liste des auteurs).,